# Jules Baillaud
Jules Baillaud (Paris, 14 de janeiro de 1876 — 28 de novembro de 1960) foi um astrônomo francês.
De 1900 a 1904 foi assistente em Lyon e de 1904 a 1925 assistente no Observatório de Paris, onde foi astrônomo de 1925 a 1947. De 1937 a 1947 foi diretor do Observatório de Pic du Midi de Bigorre e de 1922 a 1947 do Carte du Ciel.
Em 1938 recebeu o Prêmio Jules Janssen. O asteroide 1280 Baillauda é denominado em sua homenagem. A cratera lunar Baillaud e o asteroide (11764) Benbaillaud homenageiam seu pai, Benjamin Baillaud.